# Oucmanice
Oucmanice (en allemand : Autzmanitz) est une commune du district d'Ústí nad Orlicí, dans la région de Pardubice, en République tchèque. Sa population s'élevait à 254 habitants en 2024.

## Géographie
Oucmanice se trouve à 5 km à l'est-sud-est de Choceň, à 9 km à l'ouest-nord-ouest d'Ústí nad Orlicí, à 37 km à l'est-sud-est de Pardubice et à 133 km à l'est de Prague.
La commune est limitée par Brandýs nad Orlicí au nord, par Sudislav nad Orlicí à l'est, par Svatý Jiří au sud et au sud-ouest, et par Zářecká Lhota à l'ouest.

## Histoire
Le village est mentionné en 1292 dans la charte du monastère de Zbraslav (monastère Aula Regia, aujourd'hui dans la ville de Prague) du roi Venceslas II.

## Galerie

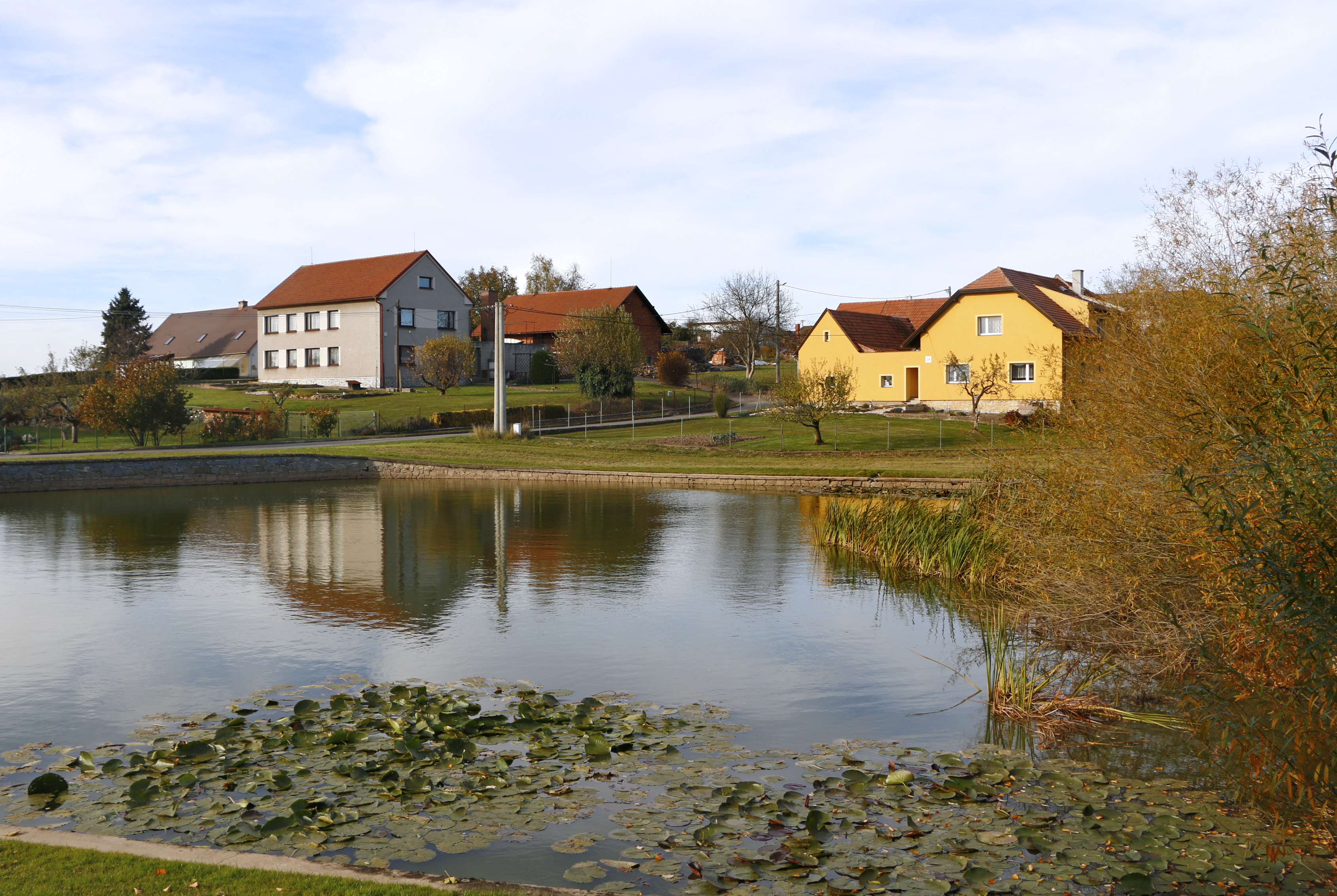
Étang à Oucmanice.
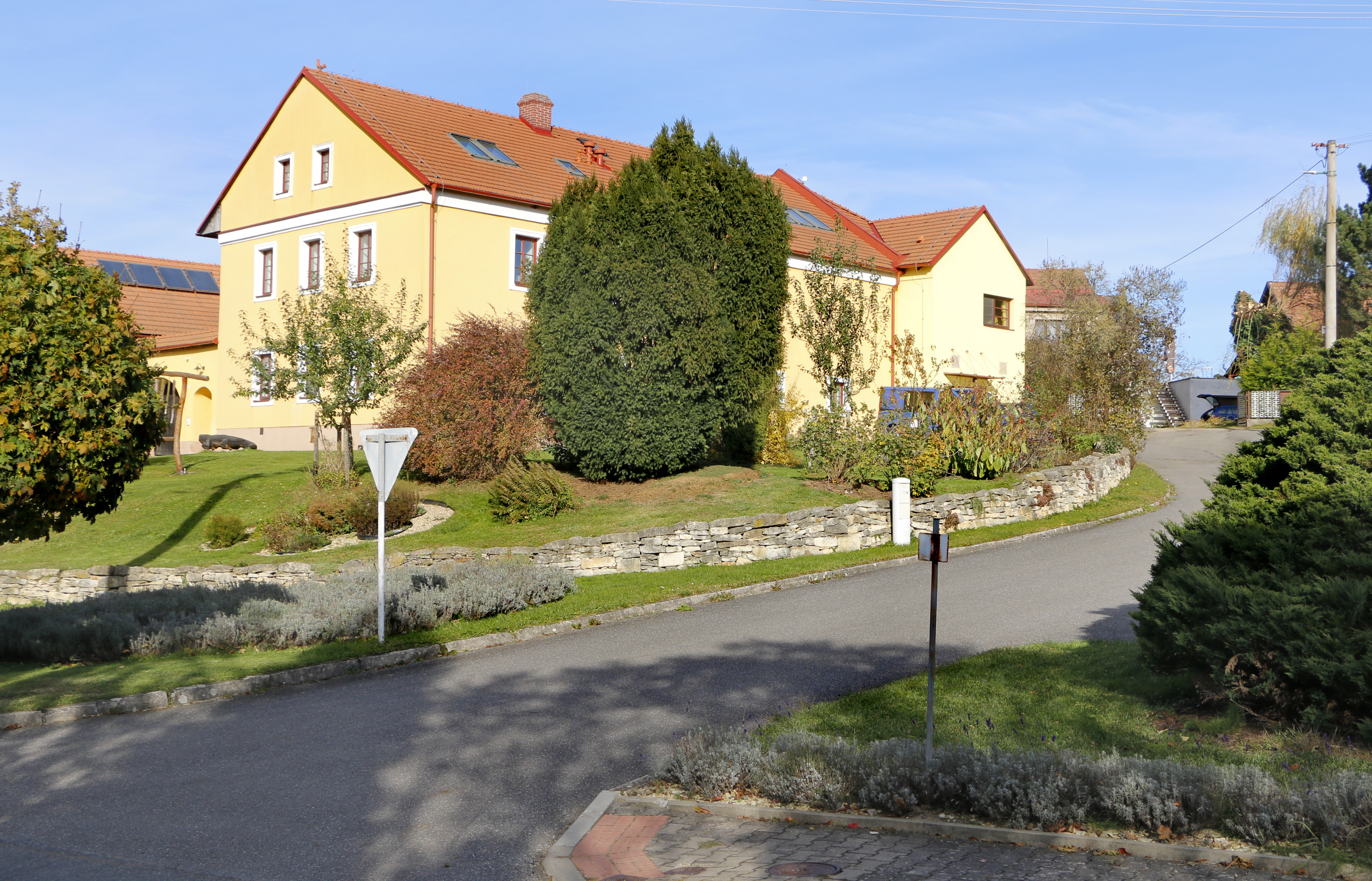
Oucmanice : centre écologique.

## Transports
Par la route, Oucmanice trouve à 8 km de Choceň, à 12 km d'Ústí nad Orlicí, à 47 km de Pardubice et à 161 km de Prague. 